# Theater rote Bühne

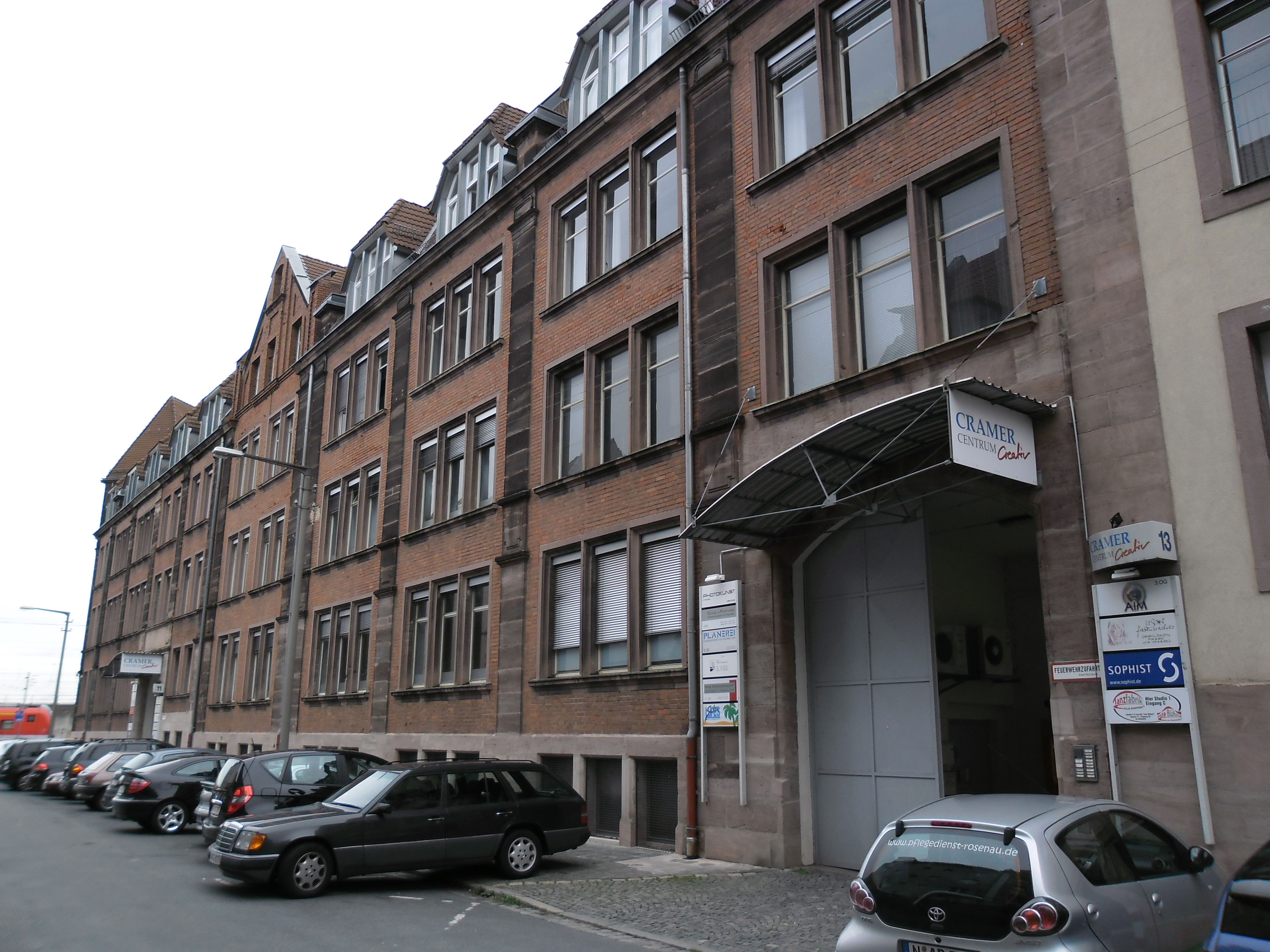
Sitz des Theaters Vordere Cramergasse 11 in Nürnberg

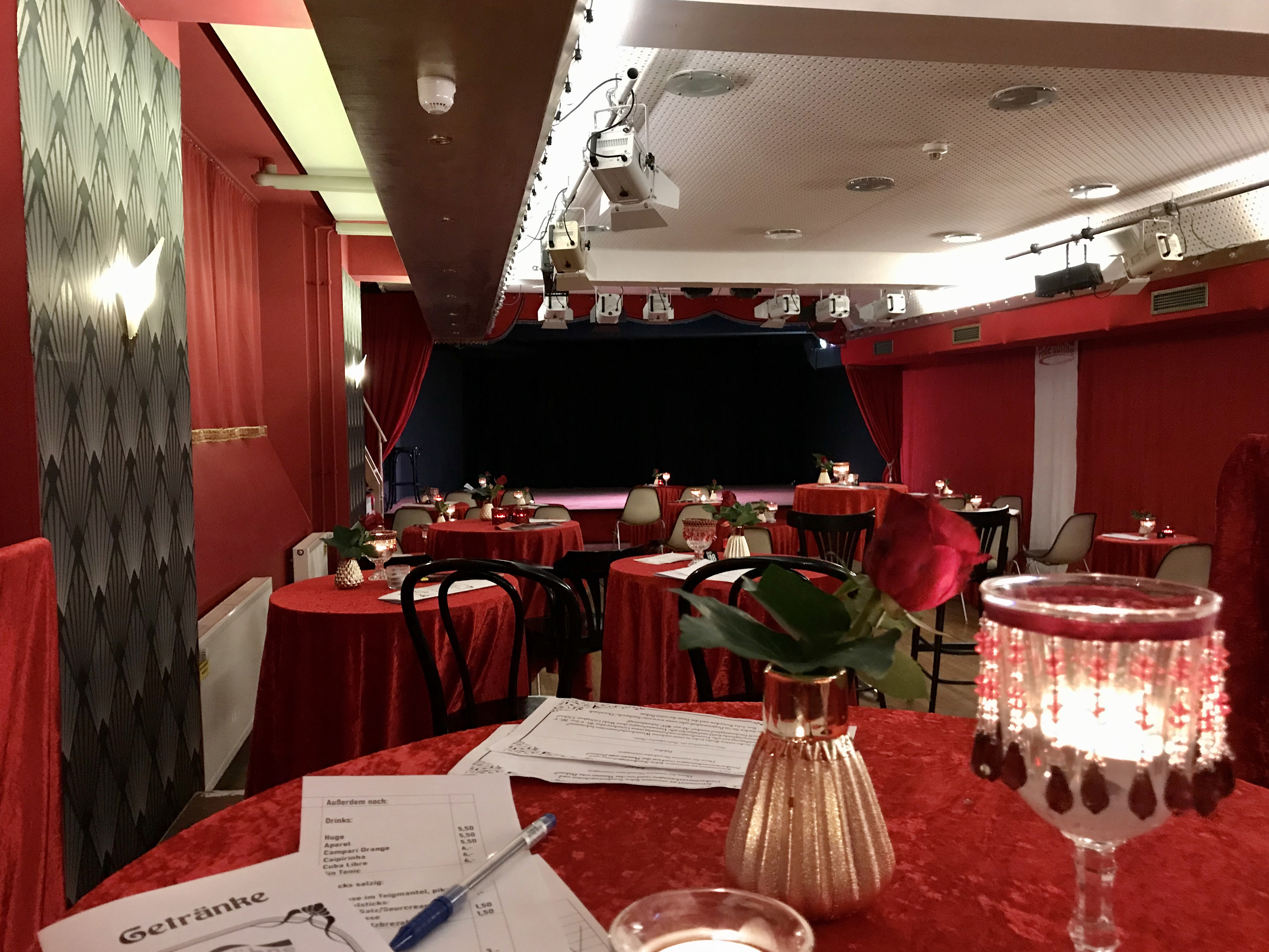
Theatersaal

Das Theater rote Bühne ist ein freies Theater in Nürnberg, das 2006 gegründet wurde. Träger ist der gemeinnützig anerkannte „Kulturverein rote Bühne e.V.“. Es wird von der Stadt Nürnberg gefördert und wurde im Rahmen von Neustart Kultur unterstützt. Das Theater ist Mitglied im Verband der freien darstellenden Künste Bayern e. V.

## Spielstätte
Das Theater befindet sich in der Vorderen Cramergasse 11 im Stadtteil St. Peter im Souterrain der ehemaligen Bing-Werke. Es bietet Platz für 110 Zuschauer. Die Einrichtung ist im Stil der 1920er Jahre gehalten.

## Geschichte
Das Theater wurde 2006 von der Schauspielerin, Tänzerin und Sängerin Julia Kempken gegründet. Anfangs war es eine Gastspielbühne für Kleinkünstler, Kabarettisten und Musiker. 2008 wurde das Burlesque Ensemble des Theaters gegründet und die rote Bühne inszenierte eine abendfüllende Burlesque-Show. Seitdem werden regelmäßig wechselnde Programme des Ensembles aufgeführt.
2010 entstand die erste eigene Schauspielinszenierung Weiter nix wie bloß leem – ein fränkischer Reigen mit Szenen von Fitzgerald Kusz und vertonten Gedichten von Helmut Haberkamm unter der Regie von Michaela Domes.
Zum 10-jährigen Jubiläum wurde 2016 die Musiktheaterproduktion Die Blechtänzerin entwickelt, die 2018 zu den Bayerischen Theatertagen eingeladen wurde. Die Produktion thematisierte historische Ereignisse der Nürnberger Stadtgeschichte im Umbruch 1932/33. Regie führte Christian Schidlowsky.
2022 produzierte das Theater ein Stationentheater im Nürnberger Museum Industriekultur, die Inszenierung Glühbirnenglanz und rauchende Schlote (Regie: Marco Steeger), die sich mit der Geschichte Nürnbergs in den 1920er Jahren beschäftigt. Die Aufführung thematisierte den industriellen Fortschritt und die gesellschaftlichen Umbrüche dieser Zeit.

## Programm und Ausrichtung
Derzeit (2024) finden jährlich rund 100 Vorstellungen statt, von denen über zwei Drittel Eigenproduktionen sind. Zu den am Theater auftretenden Künstlern zählten unter anderem Bodo Wartke, Lizzy Aumeier, Stefan Grasse und Bernd Regenauer.
Das Theater fokussiert sich auf die Geschichte der ersten Hälfte des 20. Jahrhunderts, insbesondere die Weimarer Republik, die Zeit des Nationalsozialismus sowie den Übergang zur Moderne. Im Fokus stehen dabei zeitkritische Sprech-, Musik- und Tanztheaterproduktionen. Ein Markenzeichen des Theaters sind die seit 2008 regelmäßig stattfindenden Burlesque-Shows.
Das Theater befasst sich zudem mit Themen der Menschenrechte, insbesondere Frauenrechten und LGBTQIA+-Themen, oft im Zusammenhang mit der Stadtgeschichte Nürnbergs, so zum Beispiel in der Produktion Die Blechtänzerin von 2018.
Nach den Vorstellungen finden häufig Aftershow-Partys statt, bei denen das Publikum mit den Künstlern ins Gespräch kommen kann.

## Auszeichnungen
- 2018: Einladung zu den Bayerischen Theatertagen in Fürth mit der Produktion Die Blechtänzerin[15]

- 2019: „Nürnberger Herz“-Preis für ehrenamtliches Engagement, verliehen von der Stadt Nürnberg in Kooperation mit der Brauerei Tucher[16]